# 吉野哲夫
吉野 哲夫（よしの てつお、1938年11月24日 - ）は、日本の経営者。古河機械金属社長、会長を務めた。

## 経歴
東京都出身。1965年に東京大学経済学部を卒業し、同年に古河鉱業(のちの古河機械金属)に入社。1997年6月に取締役に就任し、1999年6月に常務を経て、2001年6月には社長に就任。2007年6月に会長に就任し、2009年6月には相談役に就任。
2017年4月に旭日中綬章を受章。